# Vela elettrica

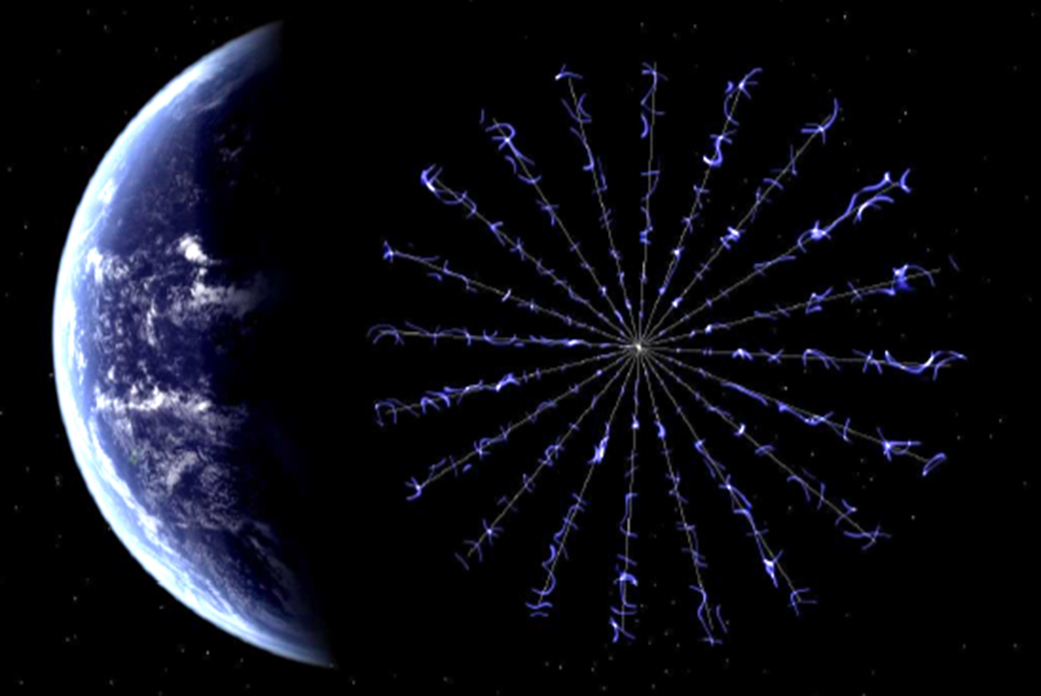
L'Heliopause Electrostatic Rapid Transit System (HERTS) è un concept di veicolo spaziale che usa le vele elettriche

Una vela elettrica è una tipologia di propulsione per un veicolo spaziale che utilizza la pressione dinamica del vento solare come mezzo di spinta. Questo permette di creare una “vela” virtuale usando fili conduttori che hanno la funzione di generare un campo elettrico in grado di deviare i protoni del vento solare e creare una coppia motrice. L'idea è stata per la prima volta concettualizzata da Pekka Janhunen nel 2006 all'Istituto Meteorologico Finlandese.

## Principi di costruzione e design
La vela elettrica consiste in una serie di sottili e lunghi fili conduttori mantenuti in carica potenziale positiva da un cannone elettronico a bordo. La carica positiva carica i fili della vela solare che devia i protoni, perciò si riesce ad estrapolare una coppia da questi. Simultaneamente questi attraggono elettroni dal plasma del vento solare, producendo una corrente di elettroni. La pistola ad elettroni a bordo compensa la corrente elettrica in arrivo.
Per distribuire al meglio i fili si sfrutta la forza centrifuga facendo ruotare il veicolo spaziale, così rimangono tesi. Ottimizzando la carica potenziale di ogni filo e quindi la forza del vento solare, si può controllare il comportamento del veicolo spaziale.
Le missioni che sfruttano questa tecnologia possono essere effettuate in quasi ogni momento con solo piccole variazioni nel tempo di viaggio. Dall'altra parte, missioni in cui si sfrutta il convenzionale effetto-fionda, devono attendere finché i pianeti non raggiungono un particolare allineamento.

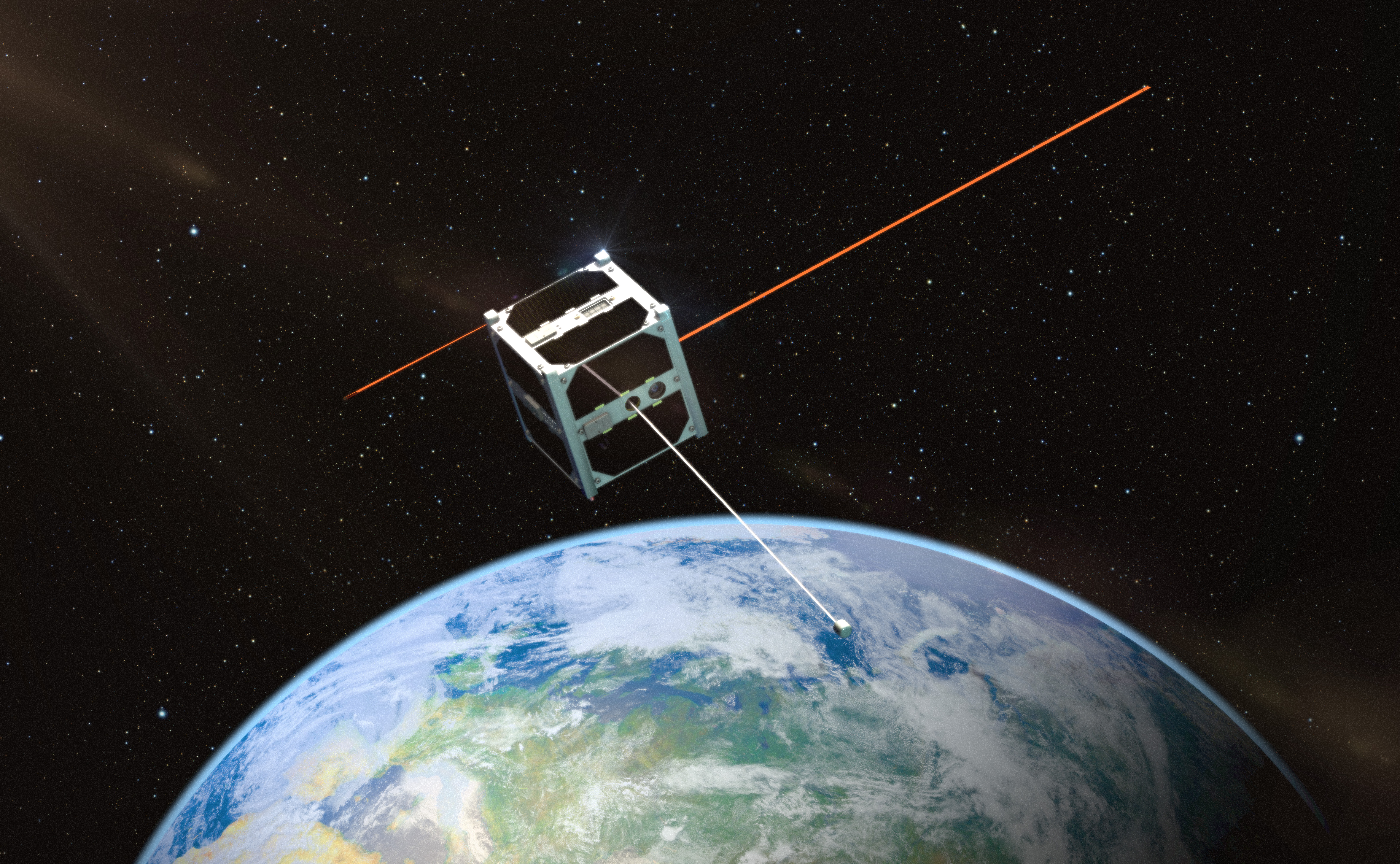
Rappresentazione dell'artista dell'ESTCube-1, lanciato a Maggio 2013, con l'intenzione di essere il primo satellite a testare una vela elettrica.

Le vele elettriche che sfruttano il vento solare hanno qualcosa in comune con le tradizionali vele solari. Le vele elettriche ricavano la loro coppia dagli ioni del vento solare, mentre una vela fotonica è spinta da fotoni. Quindi, la forza disponibile esercitata è solo circa l'1% della pressione dei fotoni; comunque questo fattore potrebbe essere compensato dalla semplicità della costruzione in scala. La parte di vela è circondata da fili conduttori raddrizzati posizionati radialmente intorno alla nave ospite. I fili sono caricati elettricamente e quindi si viene a creare un campo elettrico attorno ad essi. Il campo elettrico dei fili si estende di poche decine di metri nel plasma eolico solare circostante. La distanza di penetrazione dipende dalla densità del plasma eolico solare e come scala si utilizza la lunghezza Debye. Poiché gli elettroni del vento solare influenzano il campo elettrico, che sono simili ai fotoni su una vela solare tradizionale, il raggio elettrico effettivo dei fili si basa sul campo elettrico che viene generato intorno ad essi piuttosto che sull'effettivo di ognuno. Questo permette inoltre di manovrare regolando la carica elettrica dei fili.
Una vela distesa può avere dai 50 ai 100 fili distesi con una lunghezza di circa 20 km l'uno. Rispetto ad una vela solare riflettente, che è un altro sistema di propulsione nello spazio senza l'uso di propellente, le vele elettriche a vento solare può continuare ad accelerare ad una grande distanza dal Sole, quindi continuano a sviluppare una spinta nei pressi dei pianeti esterni. Quando raggiunge i giganti di ghiaccio, potrebbe aver raggiunto una velocità di 20 km/s, che è pari alla velocità raggiunta dalla sonda New Horizons ma, senza assistenza gravitazionale.
Al fine di ridurre al minimo i danni subiti dai sottili fili inflitti dai micrometeoriti, i fili sarebbero formati da più fili tra i 25 e i 50 µm di diametro, saldati insieme ad intervalli regolari. In questo modo, anche se si fosse spezzato un filo, sarebbe comunque garantita una connessione per tutta la lunghezza del filo. La fattibilità dell'utilizzo della saldatura ad ultrasuoni è stata dimostrata all'Università di Helsinki nel Gennaio 2013.

## Storia dello sviluppo
L'accademia di Finlandia finanzia lo sviluppo delle vele elettriche dal 2007.
Per testare la nuova tecnologia, l'FMI ha annunciato un nuovo progetto di studio sulle vele elettriche sostenuto dall'Unione Europea nel dicembre 2010. Il contributo fornito dall'UE è stato di 1,7 milioni di euro. Il suo obiettivo era quello di costruire prototipi di laboratori dei componenti chiave, di coinvolgere cinque paesi europei e si concluse nel Novembre 2013. Nella valutazione dell'Ue, il progetto ottenne il punteggio più alto nella sua categoria. È stato fatto un test in modo da verificare i principi di lavoro della vela elettrica nella bassa orbita terrestre con il satellite estone ESTCube-1 (2013-2015), ma c'è stato un guasto tecnico e il test è fallito. Il motore elettrico utilizzato per srotolare la vela non è riuscito a srotolare la bobina. Nei successivi test a terra, è stato scoperto che una probabile ragione del guasto è stato un contatto che forse è stato fisicamente danneggiato dalle vibrazioni in fase di lancio.
Un gruppo di ricerca internazionale che include Janhunen ha ricevuto dei finanziamenti attraverso una sollecitazione nel 2015 dal NIAC per la così detta “Phase II” per ulteriori sviluppi presso il Marshall Space Flight Center della NASA. Il loro progetto di ricerca si chiama “Heliopause Electrostatic Rapid Transit System” (HERTS). Il concept dell'Heliopause Electrostatic Rapid Transit System (HERTS) è attualmente in fase di test. Secondo HERTS, potrebbero volerci dai 10 ai 15 anni per compiere un viaggio di oltre 100 unità astronomiche (15 miliardi di chilometri).
Un nuovo satellite lanciato in Giugno 2017, il nanosatellite finlandese Aalto-1, attualmente in orbita, testa la verla elettrica per il deobiting nel 2019.
Nel 2017, l'Accademia finlandese ha concesso il finanziamento del Centro di Eccellenza per il periodo tra il 2018 e il 2025 a un gruppo che comprende Janhunen e membri delle università, per istituire il Finnish Centre of Excellence in Research of Sustainable Space.

## Limitazioni
Quasi tutti i satelliti orbitanti sulla Terra sono all'interno della magnetosfera terrestre. Tuttavia, la vela elettrica non può essere utilizzata all'interno della magnetosfera perché il vento solare non la penetra, consentendo solo flussi di plasma e campi magnetici più lenti. Invece, all'interno di questa fascia dell'atmosfera, la vela elettrica può funzionare come un freno, permettendo la deorbitazione dei satelliti.
Come per altre tipologie di vele solari, si può ottenere una variazione della direzione di spinta inclinando la vela, anche se il vettore di spinta punta sempre più o meno radialmente verso l'esterno del Sole. È stato stimato che la massima inclinazione di esercizio sarebbe di 60°, con un angolo di spinta di 30° dalla direzione radiale verso l'esterno. Tuttavia, come con le vele di una nave, la virata potrebbe essere utilizzata per cambiare la traiettoria. Le navi interstellari che si avvicinano al Sole potrebbero usare il flusso del vento solare per frenare.

## Applicazioni
- Utile per missioni veloci alla velocità maggiore di 50 km/s o 10 AU/anno, fuori dal sistema solare e dall'eliosfera con un carico utile piccolo o modesto;
- Come freno per una piccola sonda interstellare che è stata accelerata ad alta velocità da mezzi a propulsione laser[20];
- Utilizzato per missioni a spirale per studiare più da vicino il Sole;
- Per missioni bidirezionali verso l'interno di oggetti del Sistema Solare come asteroidi;
- Per veicoli di monitoraggio del vento solare fuori dal punto di Lagrange per prevedere il meteo spaziale con un preavviso di un'ora.

### Missioni veloci su Urano
Janhunen e altri hanno proposto una missione per raggiungere Urano utilizzando una vela elettrica. Si potrebbe raggiungere la destinazione più o meno nello stesso periodo in cui la precedente sonda spaziale Galileo ha raggiunto Giove pur percorrendo un quarto della distanza in più. Galileo impiegò sei anni per raggiungere Giove e la missione costò 1,6 miliardi di dollari. Invece, la sonda Cassini-Huygens impiegò sette anni per raggiungere Saturno con lo medesimo costo. Si pensa che la vela consumi circa 540 Watt, produca 0,5 Newton di forza e che acceleri il veicolo spaziale di circa 1 mm/s2. Il veicolo spaziale, quindi, dovrebbe raggiungere una velocità di circa 20 km/s quando raggiunge Urano, sei anni dopo la partenza. Il rovescio della medaglia è che la vela elettrica non può essere utilizzata come freno, quindi la sonda spaziale arriva ad una velocità di 20 km/s, limitando le missioni sorvolo ravvicinato o quelle all'interno dell'atmosfera. La fase di frenata richiederebbe un razzo chimico convenzionale.